# Gereby Skov
Gereby Skov (på dansk også Karlsborg Skov, på tysk Karlsburger Holz, Gerebyer Holz og Gerebyholz) er et omtrent 186 ha stor skovområde i det østlige Sydslesvig beliggende syd for Slien og øst for landsbyen Vindemark på halvøen Svansø. I administrativ henseende hører skoven under kommunerne Tumby, Thorpe og Vindemark. Hovedparten hører under Tumby. I den danske tid hørte skoven under Siseby Sogn i Risby Herred (senere Egernfjord Herred). Skovens sydøstlige del kaldes Borshoved (Borshorn) eller Grønholt Skov. Skoven ejes i dag af godset Grønholt. Skovens navn henføres til landsbyen Gereby, som på tysk blev senere til Karlsborg gods. 
Skoven er den største lukkede løvskov på halvøen Svansø med primært bøg- og eg-træer og lidt avnbøgskov. Skoven er udpeget som habitatområde under det fælleseuropæiske Natura 2000-projekt. Svansbækken / Sortebækken har sit udspring ved Gereby Skov.